# Кангаварман
Кангаварман (д/н — 385/390) — дхармамагараджахіраджа держави Кадамба в 365—385/390 роках. Відомий також як Скандаварман.

## Життєпис
Син Маюрашармана. Посів трон близько 365 року. Невдовзі починаються війни проти Віндх'яшакті II, джархмамагараджи Вакатака-Вацагулми. За різними повідомленнями в цій війні Кангаварман зазнав поразки або зберіг незалежність держави. Втім ймовірно все ж таки Кадамба зазнала поразки, але Кангаварман не втратив територій, визнавши лише зверхність Вакатаків.
Для зміцнення свого політичного авторитету прийняв титул дхармамагараджахіраджа, чим зрівняв себе з сусідніми державами півдня Індостану.
Йому спадкував син Бхагерат.